# 報告班長7 勇往直前
《報告班長7：勇往直前》 是軍教片《報告班長》電影系列第七部作品，由臺灣導演梅長錕執導，葉清月監製，製片人林輝勤、林媄倫聯合製作，庹宗華、威廉、趙駿亞、黃姵嘉等人聯合主演。以陸軍工兵為背景的軍教片電影，原訂為2016賀歲檔，之後順延到2016年9月2日上映。

## 演員

### 領銜主演
| 演員   | 角色            | 介紹 |
| 庹宗華 | 少將指揮官 邵勇 | 國家責任榮譽是他終身的信條，但外在的環境迫使他必須做很大的改變，為能適應社會的氛圍，整治軍隊必須有新的方式。 |
| 趙駿亞 | 上士班長 李英雄 | 趙世界的班長。一個口令、一個動作，合理的要求是訓練，不合理的要求是磨練，沒有嚴格的操練是訓練不出堅強的團隊，如果當兵只是為了應付，他覺得這是對軍人嚴重的羞辱，而他卻又面臨到這樣的情況，凡事要求第一的他，面臨到痛苦的抉擇。 |
| 威廉   | 趙世界          | 生性浪漫、喜好自由。認為當兵是虛耗人生、浪費生命，最大的痛苦，所有軍中的要求是很幼稚的行為，如果要他認同班長的指令，那真是天方夜譚，他只做他喜歡做的事。                                                                     |
| 黃姵嘉 | 李娜            | 個性獨立、好強。她認為男人做得到的事，女人也可以，甚至比男人做得更好，更何況出身軍人家庭，使她覺得投身軍旅是一件很光榮的事，但是為什麼這些長官，卻還是認為女生不適合成為戰鬥成員呢？尤其看到趙世界，就令她無名的火大。       |
| 劉國劭 | 王德龐          | 為了向女友證明他是男子漢，多吃一碗飯就可以不當兵了，卻努力減肥，就來到軍中，是標準的馬子狗，但是卻經歷了男人當兵必經的過程「兵變」，失戀可以使人挫折，但萬萬沒想到，失戀也可以使人…。                                        |
| 魏瑞陳 | 曾台灣          | 一個混血的孤兒，他最大的目標就是「做一個正港的台灣人」，想要被大家認同，可惜他以為吃檳榔就是台灣人了，根本弄錯方向。 |
| 吳旻儒 | 陳浩遠          | 當兵前是個拉保險的，為了失業的爸爸和弟妹努力賺取業績...。 |
| 林真亦 | 小米            | |
| 黃榕兒 | 螞蟻            | |
| 翟小北 | 白白            | |

### 特別演出
| 演員   | 角色 | 介紹 |
| 楊采玹 |      |      |
| 田路路 |      |      |
| 林義雄 |      |      |

## 電影歌曲
| 曲別   | 歌曲名稱 | 作詞   | 作曲   | 演唱者 |
| 主題曲 | 愛的武裝 | 連乙州 | 張祖誠 | 張祖誠 |

## 取景地點

### 高雄市
- 燕巢區陸軍工兵訓練中心

## 外部連結
- 報告班長7 勇往直前的Facebook專頁
- Yahoo奇摩電影上《報告班長7》的資料（繁體中文）
- 開眼電影網上《報告班長7》的資料（繁體中文）
- 香港影庫上《報告班長7》的資料（繁體中文）
- 豆瓣电影上《報告班長7》的資料 （简体中文）
- 互联网电影数据库（IMDb）上《報告班長7》的资料（英文）
- YouTube上的電影【報告班長 勇往直前】正式預告 9/2火力全開.2016年8月10日.（繁體中文）